# Улица Ширшова (Москва)
У́лица Ширшо́ва — небольшая улица на севере Москвы в районе Лианозово Северо-Восточного административного округа, от улицы Байдукова до улицы Чкалова.

## Происхождение названия
Названа в 1960 году в честь Героя Советского Союза, академика Петра Петровича Ширшова (1905—1953), участника первой в мире научно-исследовательской станции на Северном полюсе.